# Литаврін Геннадій Григорович
Геннадій Григорович Литаврін (рос. Генна́дий Григо́рьевич Лита́врин; нар. 6 вересня 1925, с. Абай, Уймонський аймак, Ойратська АТ, Сибірський край, СРСР – пом. 6 листопада 2009, Москва, РФ) — радянський і російський історик, спеціаліст із середньовічної історії південних слов'ян, Візантії та російсько-візантійських зв'язків. Доктор історичних наук (1973), академік РАН (1994).

## Життєпис
Випускник катедри історії Середньовіччя історичного факультету МДУ (1951), учень З. В. Удальцової. 1954 року захистив кандидатську дисертацію «Боротьба болгарського народу проти візантійського ярма (XI–XII ст.)». Викладав стародавні мови на історичному факультеті МДУ (1954–1955), був співробітником Інституту історії АН СРСР (1955–1968). З 1968 року працював в Інституті слов'янознавства РАН, у 1983–2002 роках завідував відділом історії Середніх віків. З 1987 року очолював сектор історії Візантії (пізніше — Центр вивчення візантійської цивілізації) Інституту загальної історії РАН та редакцію журналу «Візантійський літопис».
Доктор історичних наук (1973, дисертація «Поради й оповідання Кекавмена. Твір візантійського полководця XI століття»). Академік РАН (1994, член-кореспондент АН СРСР із 1987), іноземний член Болгарської АН (1989). Президент Національного комітету візантиністів Росії, віце-президент Міжнародної спілки візантиністів. Лауреат Державної премії Росії у галузі науки і техніки за монографію «Культура Візантії IV–XV століть» у трьох томах (1996).
Був одружений з істориком Е. Е. Литавріною (1928–2002). Дочка — театрознавка М. Г. Литавріна (нар. 1955).